# Piscina Moskva
La piscina "Moskva" (in russo Бассейн "Москва"?) fu, per un certo periodo, la più grande piscina all'aperto nel mondo.
Fu costruita nel 1958 nelle fondamenta del Palazzo dei Soviet di Mosca secondo il disegno del famoso architetto Dmitrij Nikolaevič Čečulin. La costruzione del palazzo dei Soviet iniziò nel 1937 e fu interrotta nel 1941 e parte del materiale impiegato per la costruzione fu riutilizzato per la realizzazione di materiale bellico. Le fondamenta del palazzo dei Soviet furono trasformate nel 1958 in una grande piscina all'aperto che rimase in funzione fino al 1994, quando cominciò la ricostruzione della cattedrale di Cristo Salvatore demolita nel 1931 per far spazio al palazzo dei Soviet.